# Akira Ōta
Akira Ōta (jap. 太田章 Ōta Akira; ur. 8 kwietnia 1957 w Akicie) – japoński zapaśnik w stylu wolnym. Trzykrotny olimpijczyk. Srebrny medalista w Los Angeles 1984 i Seulu 1988, jedenasty w Barcelonie 1992. Startował w kategorii 90 kg.
Dwukrotny uczestnik mistrzostw świata; czwarty w 1982. Brązowy medal na igrzyskach azjatyckich w 1982. Złoto w 1981 i brąz 1992 roku. Trzeci w Pucharze Świata w 1977 i 1978.